# Achberg

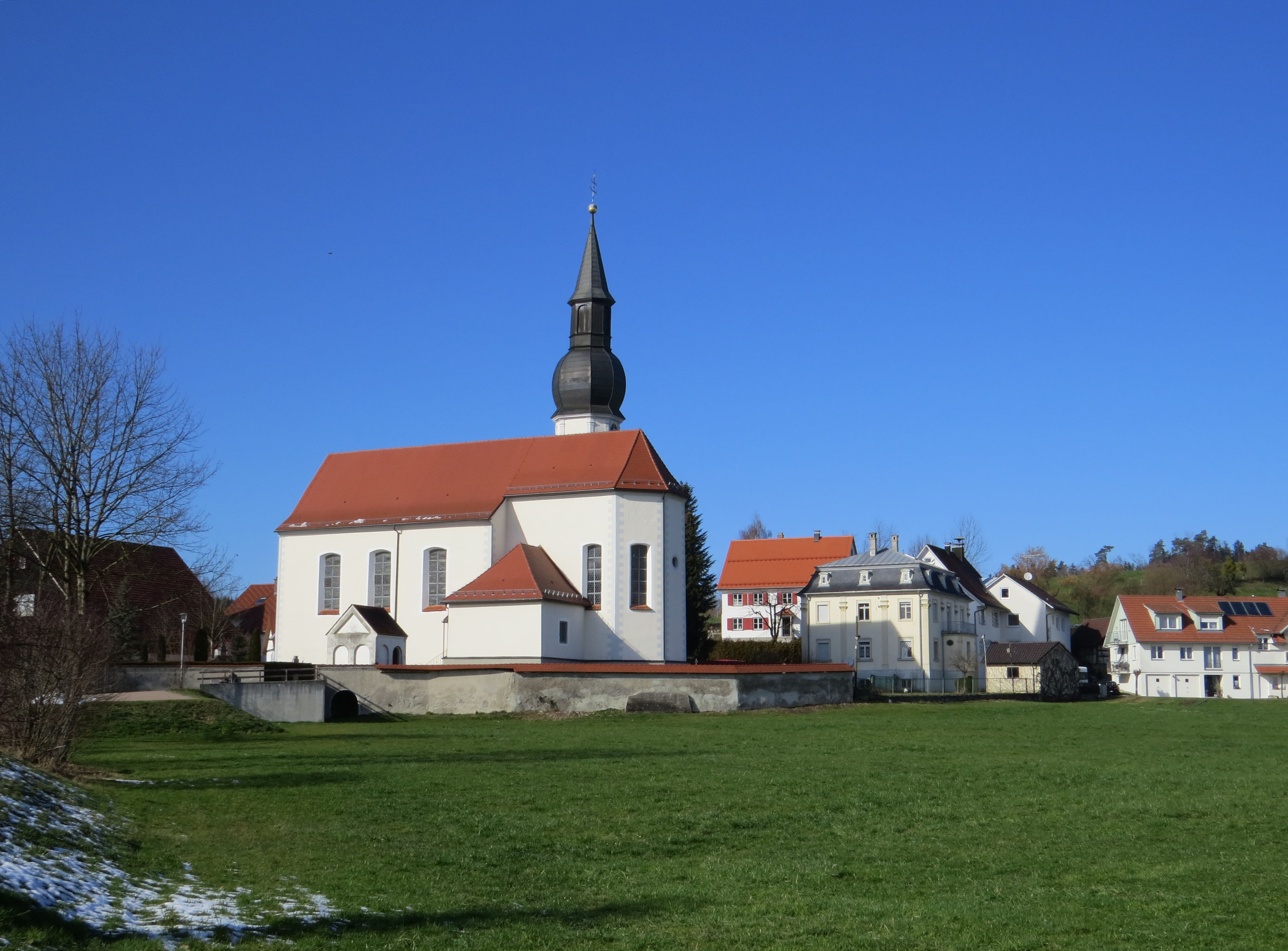
Esseratsweiler

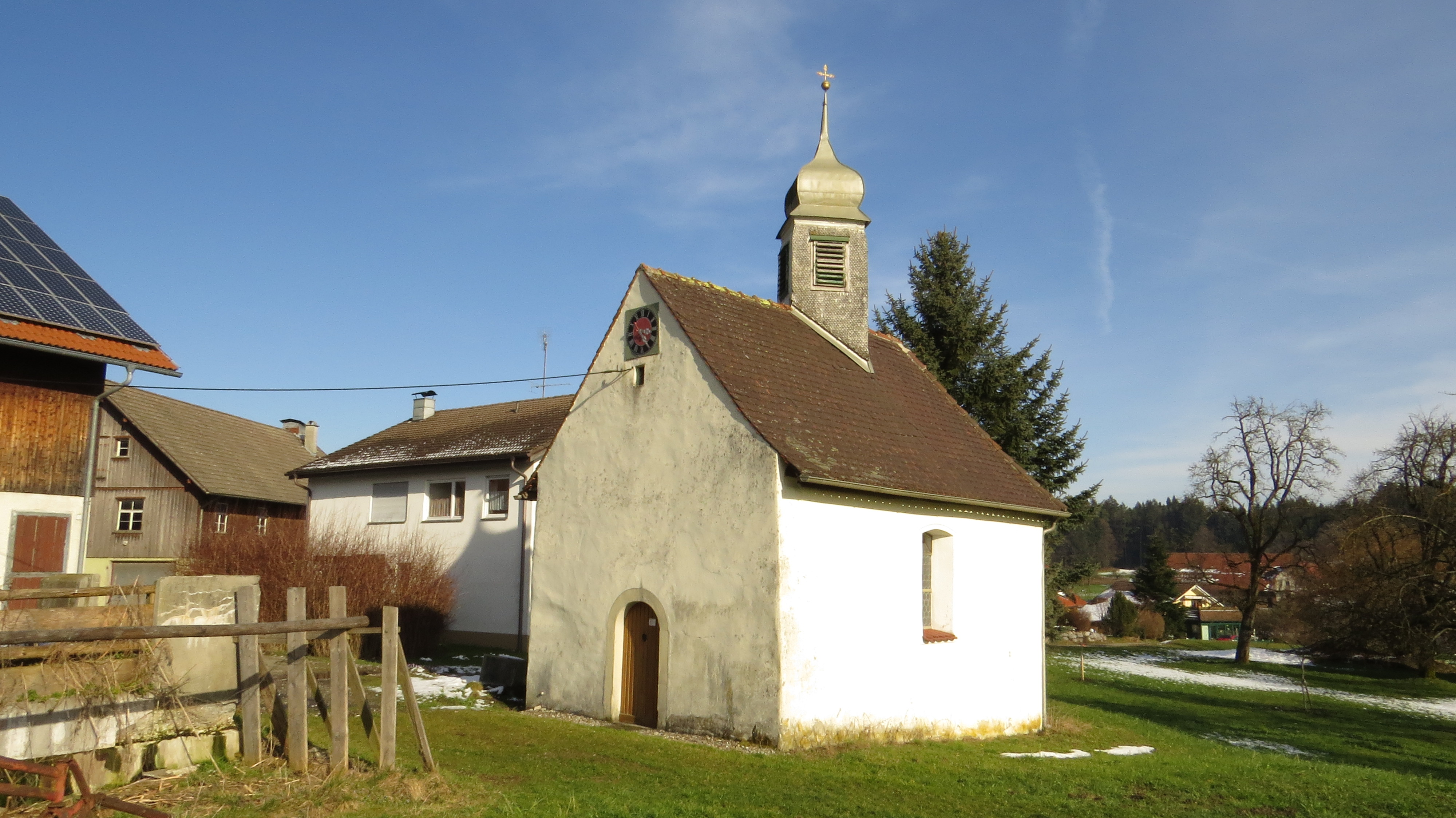
Kapelle in Doberatsweiler

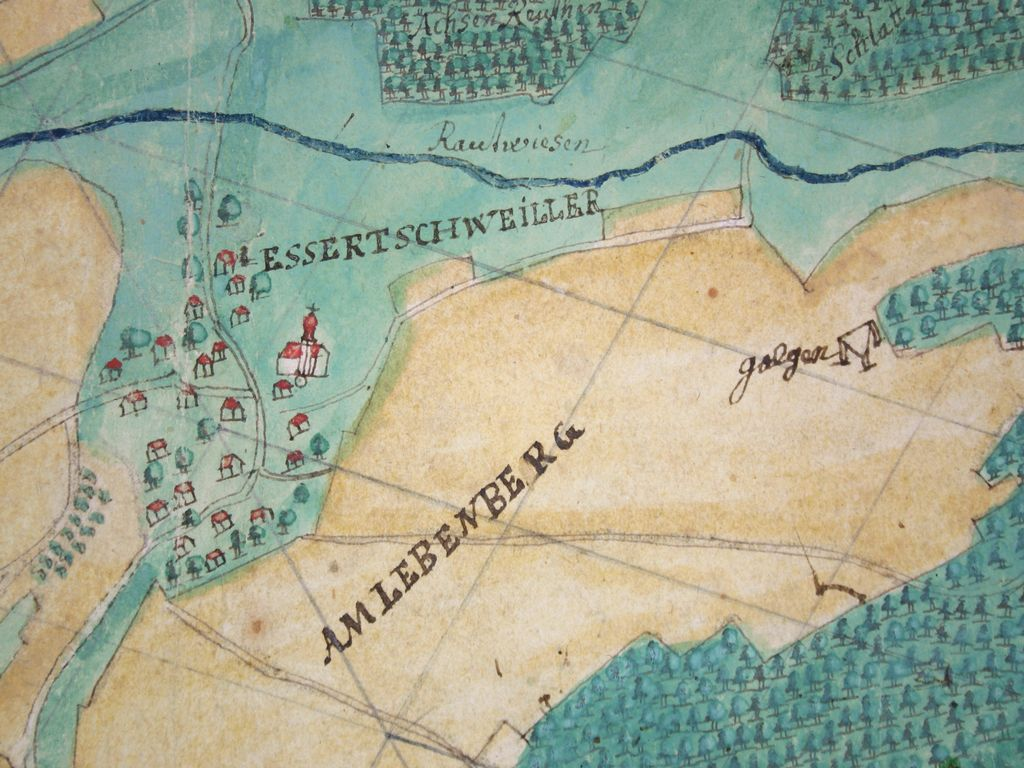
Esseratsweiler auf einer Karte um 1700

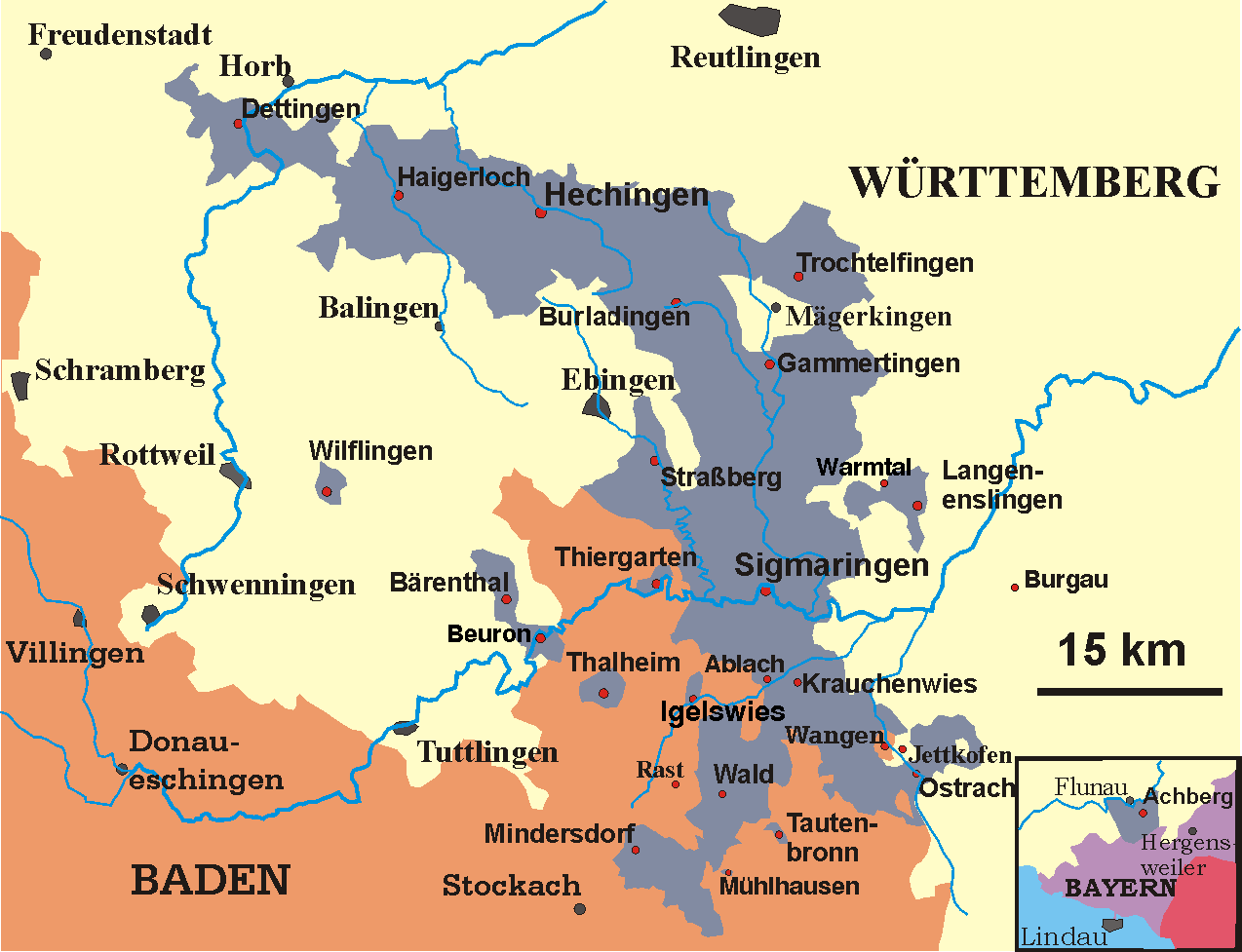
Karte der Hohenzollerschen Lande (1930), Exklave Achberg im Kasten unten rechts

Die Gemeinde Achberg liegt an der Argen an der baden-württembergisch-bayerischen Grenze im Süden des Landkreises Ravensburg. Der Gemeindename geht auf das Schloss Achberg zurück. Mit der Stadt Wangen im Allgäu und der Gemeinde Amtzell besteht eine Verwaltungsgemeinschaft.

## Geographie

### Gemeindegliederung
Die Gemeinde Achberg besteht aus den Pfarrdörfern Esseratsweiler und Siberatsweiler sowie den Weilern Doberatsweiler, Pechtensweiler, Gunderatweiler, Liebenweiler, Baind, Bahlings, Isigatweiler, Regnitz und Duznau. Dazu kommen die Wohnplätze Buflings, Englitz, Siggenreute, Storeute, Frauenreute und Rankenbühl. Ein weiterer Wohnplatz ist Achberg, bestehend aus dem Schloss mit Amtshaus und Domäne.
Esseratsweiler und Siberatsweiler und die zu ihnen gehörenden Gebiete gehören als ehemalige Teile Hohenzollerns kirchenrechtlich zum Erzbistum Freiburg, werden aber seit 2007 seelsorgerisch vom Bistum Rottenburg-Stuttgart betreut.

### Schutzgebiete
Innerhalb des Achberger Gemeindegebiets sind derzeit die drei Naturschutzgebiete „Argen“, „Hermannsberger Weiher“ und „Regnitzer Weiher“ sowie die Landschaftsschutzgebiete „Achberg“ und „Moor- und Hügelland südlich Wangen im Allgäu“, das FFH-Gebiet „Argen und Feuchtgebiete bei Neukirch und Langnau“ sowie acht flächenhafte Naturdenkmale ausgewiesen (Stand: 21. September 2023).

## Geschichte

### Mittelalter und frühe Neuzeit
Als erster Ortsteil wird Pechtensweiler 839 urkundlich erwähnt. Achberg wird erstmals 1194 in Urkunden genannt. Die Herren von Achberg waren 1197 und 1239 Vasallen der Grafen von Veringen. Den Herren von Achberg folgten die Truchsessen von Waldburg (1235–1335) und die Herren von Molpertshaus (1335–1352). Ab 1352 war die Herrschaft österreichisches Lehen, 1366–1392 war der Ort im Besitz der Familie Öder. 1412 folgten die Grafen von Königsegg, 1530 die Freiherren von Syrgenstein.
1691 wurde Achberg von Josef Franz Ferdinand von Syrgenstein an den Deutschen Orden verkauft. Bis 1805 unterstand es der Landkomturei Altshausen der Deutschordensballei Schwaben-Elsass-Burgund.

### Seit dem Beginn des 19. Jahrhunderts
Im Zuge der Säkularisation nahm Bayern im Dezember 1805 die Herrschaft Achberg in Besitz, aber durch den Rheinbundvertrag 1806 wurden Schloss und Herrschaft dem Fürstentum Hohenzollern-Sigmaringen als Exklave zugesprochen. Als das Fürstentum 1850 an das Königreich Preußen fiel, wurde Achberg als südlichster Teil der Hohenzollernschen Lande somit zum südlichsten Teil von Preußen. Im Deutschen Krieg wurde Achberg 1866 kurzzeitig von bayerischen Truppen besetzt. Von 1806 bis 1854 war das Obervogteiamt Achberg, deckungsgleich mit dem Gemeindegebiet, ein eigenes hohenzollerisches Oberamt. Es gehörte anschließend zum Oberamt Sigmaringen, aus dem 1925 der alte – in der damaligen Form bis Ende 1972 existente –  Landkreis Sigmaringen wurde. Im Jahre 1945 lag Achberg in der Französischen Besatzungszone und gelangte somit zum Nachkriegsland Württemberg-Hohenzollern, welches 1952 im Bundesland Baden-Württemberg aufging. Am 1. Januar 1969 wurde Achberg zunächst dem vormals württembergischen Landkreis Wangen zugesprochen und kam mit diesem am 1. Januar 1973 im Zuge der Kreis- und Gemeindereform zum neu umrissenen Landkreis Ravensburg.

### Religion
Achberg ist traditionell katholisch geprägt. Erste christliche Strukturen entstanden mit der Gründung des Bistums Konstanz um das Jahr 585. Die zur einst hohenzollernschen Exklave Achberg gehörenden beiden römisch-katholischen Kirchengemeinden St. Michael in Esseratsweiler und St. Georg in Siberatsweiler wurden im Jahre 2017 zur Gemeinde St. Michael und St. Georg zusammengelegt. Die Gemeinde St. Michael und St. Georg in Achberg gehört zwar de jure weiterhin zum Dekanat Sigmaringen-Meßkirch und somit zum Erzbistum Freiburg, ist aber inzwischen de facto Teil der Seelsorgeeinheit 15 An der Argen im Dekanat Allgäu-Oberschwaben.

## Politik

### Bürgermeister
- 1997–2021: Johannes Aschauer (parteilos)
- seit 2021: Tobias Walch (parteilos)

### Gemeinderat
Der Gemeinderat in Achberg besteht aus den zehn gewählten ehrenamtlichen Gemeinderäten und dem Bürgermeister als Vorsitzendem. Der Bürgermeister ist im Gemeinderat stimmberechtigt.
Die Kommunalwahl am 9. Juni 2024 führte zu folgendem Ergebnis:
| Liste              | Wähler  | Sitze |
| Bürgerliste        | 71,88 % | 7     |
| Grüne Offene Liste | 28,12 % | 3     |

Die Wahlbeteiligung lag bei 68,59 % (2019: 67,84 %).

### Wappen
| Wappen der Gemeinde Achberg | Blasonierung: „In Silber über einem mit einer silbernen Wellenleiste belegten grünen Dreiberg ein schwarzes Kreuz mit Tatzenenden.“ |
| Wappen der Gemeinde Achberg | Wappenbegründung: Die Gemeinde führte vor 1968 in goldenem Schild über einem grünen Achtberg einen achtstrahligen schwarzen Stern. Diese Figuren erschienen bereits in einem um 1900 benutzten Dienstsiegel der Gemeinde, doch wurden die Farben des Wappens offenbar erst später festgelegt. Dem in der Heraldik ungewöhnlichen Achtberg lag ein volksetymologischer Deutungsversuch des Ortsnamens zugrunde, während der Stern wohl nur als Füllsel diente. Am 1. Januar 1969 nahm die Gemeinde das jetzige Wappen an, das durch die Darstellung des Dreiberges mit der Wellenleiste „Berg an der Ach“ redend gemacht wird. Das schwarze Kreuz auf silbernem Grund ist das Zeichen des Deutschen Ordens, in dessen Besitz sich die Herrschaft Achberg von 1691 bis 1806 befand. Die Flaggenfarben Schwarz-Weiß erinnern zugleich an die Zugehörigkeit Achbergs zu Hohenzollern von 1806 bis 1968, zuletzt als Exklave des Landkreises Sigmaringen. Das Wappen und die Flagge wurden vom Innenministerium am 7. Oktober 1968 verliehen. |

## Kulturdenkmäler

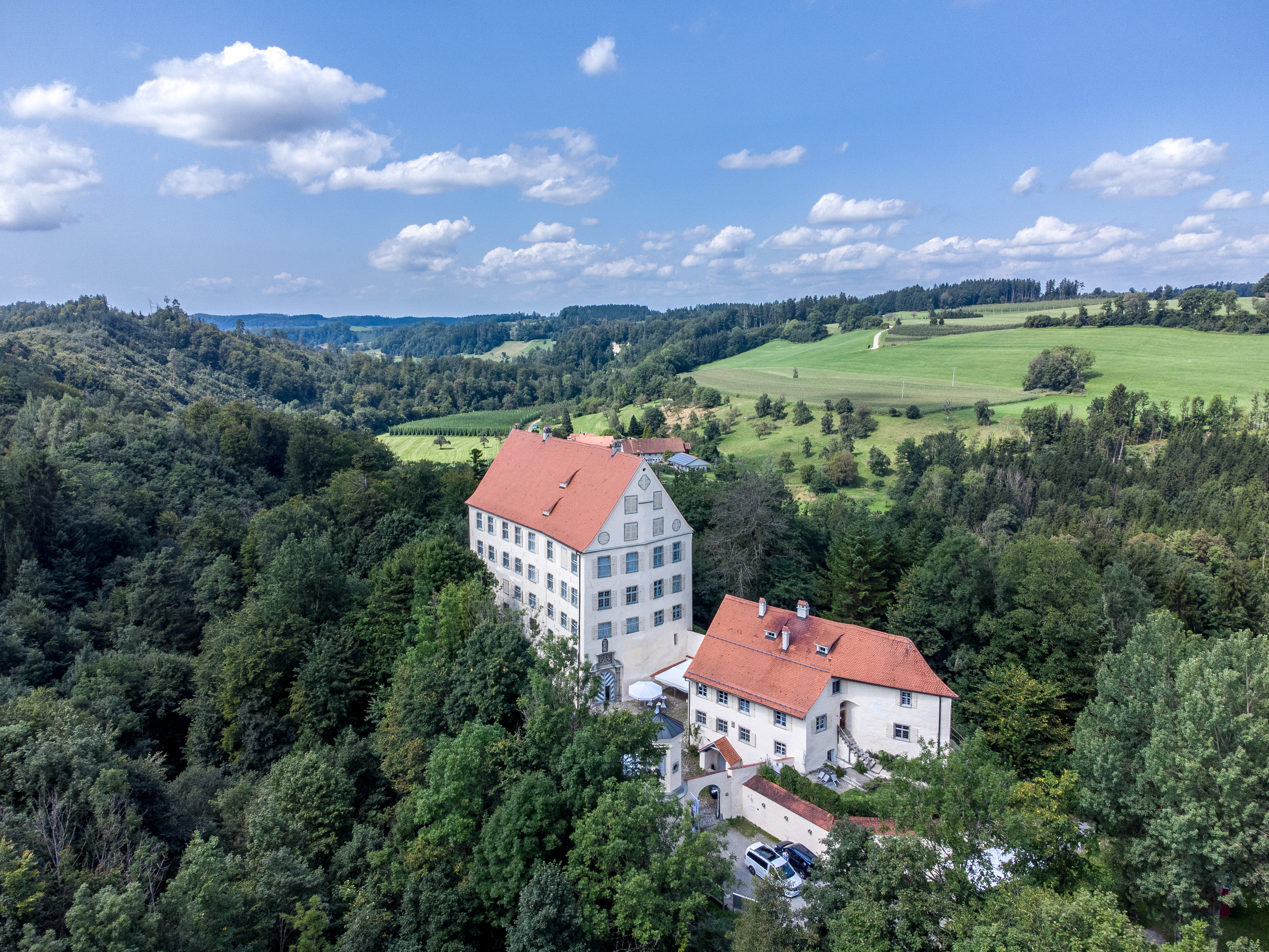
Schloss Achberg

Das Schloss Achberg ist heute im Besitz des Landkreises Ravensburg und wird für Ausstellungen aus der reichhaltigen Kunstsammlung des Kreises sowie für Sonderausstellungen und Konzerte genutzt.

## Personen

### Söhne und Töchter der Gemeinde
- Franz Johann Vogt von Altensumerau und Prasberg (1611–1689), Fürstbischof von Konstanz
- Fidelis Dehm OFM Conv. (1825–1883); Franziskanerminorit, Titularbischof von „Colophon“ und Apostolischer Visitator in Rumänien.
- Wolfgang Sander (* 1944), Pädagoge

### Andere
- Wilfried Heidt (1941–2012), Anthroposoph, Leiter des Achberger Instituts für Sozialforschung und Begründer des Achberger Kreises